# Аполо 1
Аполо 1 е първият кораб от програмата Аполо на НАСА, предвиден за извеждане на ниска околоземна орбита на тричленен екипаж с новия космически кораб Аполо. Астронавтите загиват при пожар, възникнал на борда на командния модул CM 012 при тренировка на стартовия комплекс LC 34 в Космически център Джон Ф. Кенеди на 27 януари 1967 г.

## Екипаж
| Пост         | Астронавт                            |
| ------------ | ------------------------------------ |
| Командир     | Върджил Грисъм два космически полета |
| Старши пилот | Едуард Уайт един космически полет    |
| Пилот        | Роджър Чафи                          |

- Броят на полетите за всеки астронавт е преди тази мисия.

## Дублиращ екипаж

### април – декември 1966 г.
| Пост         | Астронавт                             |
| ------------ | ------------------------------------- |
| Командир     | Джеймс Макдивит един космически полет |
| Старши пилот | Дейвид Скот един космически полет     |
| Пилот        | Ръсел Швейкарт                        |

- Броят на полетите за всеки астронавт е преди тази мисия.

### януари 1967 г.
| Пост         | Астронавт                         |
| ------------ | --------------------------------- |
| Командир     | Уолтър Шира два космически полета |
| Старши пилот | Дон Айзъл                         |
| Пилот        | Уолтър Кънингам                   |

- Броят на полетите за всеки астронавт е преди тази мисия.

## Общи сведения
След вземането на решение за изпращане на хора на Луната през лятото на 1966 година НАСА започва изпитания с новия си кораб Аполо. Планувано е първото изстрелване с екипаж на борда да се осъществи в началото на 1967 г. Официално името на мисията е Аполо/Сатурн 204 (AS 204), а след трагичния инцидент НАСА посмъртно е дала името Аполо 1. Доставеният от North American Aviation Команден модул CM-012 търпи много критики от страна на астронавтите, трениращи на него. Въпреки това от НАСА настояват тренировъчният процес да продължи и на 27 януари 1967 г. започва провеждането на пълна генерална обработка на стартовия процес.

## Пожарът
Екипажът заема своите места в 13.00 часа (18.00 ч. UTC) на стартова площадка номер 34 в Кейп Кенеди. Провеждат се всички запланувани операции, като на няколко пъти те са спирани заради възникнали редица технически проблеми. В 18.20 часа, 10 минути преди симулационния старт, предстартовото броене е спряно от появил се проблем в комуникационната система. Десет минути по-късно, секунди преди повторното включване на часовниците, Роджър Чафи докладва за пожар на борда. Часът е 18.31 и техниците, обслужващи кораба, започват да се борят с огъня за спасяването на екипажа. Най-голяма опасност при пожар представлява чистият кислород, подаван под налягане в херметически затворената капсула. Дотогава НАСА използва взривоопасния чист O2 за дишане във всички предишни мисии. Четиринадесет секунди по-късно избухва топлинен взрив и връзката с екипажа е преустановена. Четирима техници с пожарогасители се опитват да отворят евакуационния люк, но дефектните газови маски и сложният механизъм за отваряне възпрепятстват техните усилия. Със сетни усилия люкът е отворен, но екипажът вече е мъртъв. Пристигналите по-късно пожарникари установяват, че смъртта е настъпила от задушаване. Екипажът се е борил до последно да отвори спасителния люк, но не е успял. Назначена е комисия да установи причините за възникването и бързото разпространение на пожара.

## Последна почит
Телата на загиналите астронавти са погребани с всички държавни и военни почести. Грисъм и Чафи са погребани в Националното военно гробище в Арлингтън в присъствието на президента на САЩ Линдън Джонсън. Уайт е погребан във военното гробище на Американската академия в Уест Пойнт. Мемориални плочи са поставени на мястото на инцидента в Кейп Кенеди – стартовият комплекс LC 34.

## Заключение
Освен комисията на НАСА за разследване на трагичния инцидент, Конгресът на САЩ също назначава своя комисия за дейността на НАСА и причините, довели до фаталния край на мисията. По настояване на астронавтите е предприета генерална реконструкция на следващите кораби от серията Аполо. Отстранени са 1407 дефекта, изцяло е подменена системата за дишане на кораба, като чистият кислород е заменен със смес от азот и кислород в съотношение 40:60. Монтиран е нов люк, който се отваря за 6 секунди при аварийна ситуация, сменена е цялата електрическа инсталация с огнеупорни кабели, в скафандрите на екипажа са вложени негорими бета-тъкани, както и за всички останали платнени повърхности. Променена е стратегията на НАСА за планираното до края на десетилетието покоряване на Луната. Занапред преди всичко ще се наблюдават принципите за обща безопасност на екипажите за сметка на гоненето на срокове и подлагането им на излишни рискове. Като цяло програмата Аполо е значително преосмислена и следващите мисии са планирани със значително по-малък риск.